# Candelario
Candelario is een gemeente in de Spaanse provincie Salamanca in de regio Castilië en León met een oppervlakte van 60,17 km². Candelario telt 934 inwoners (1 januari 2016).

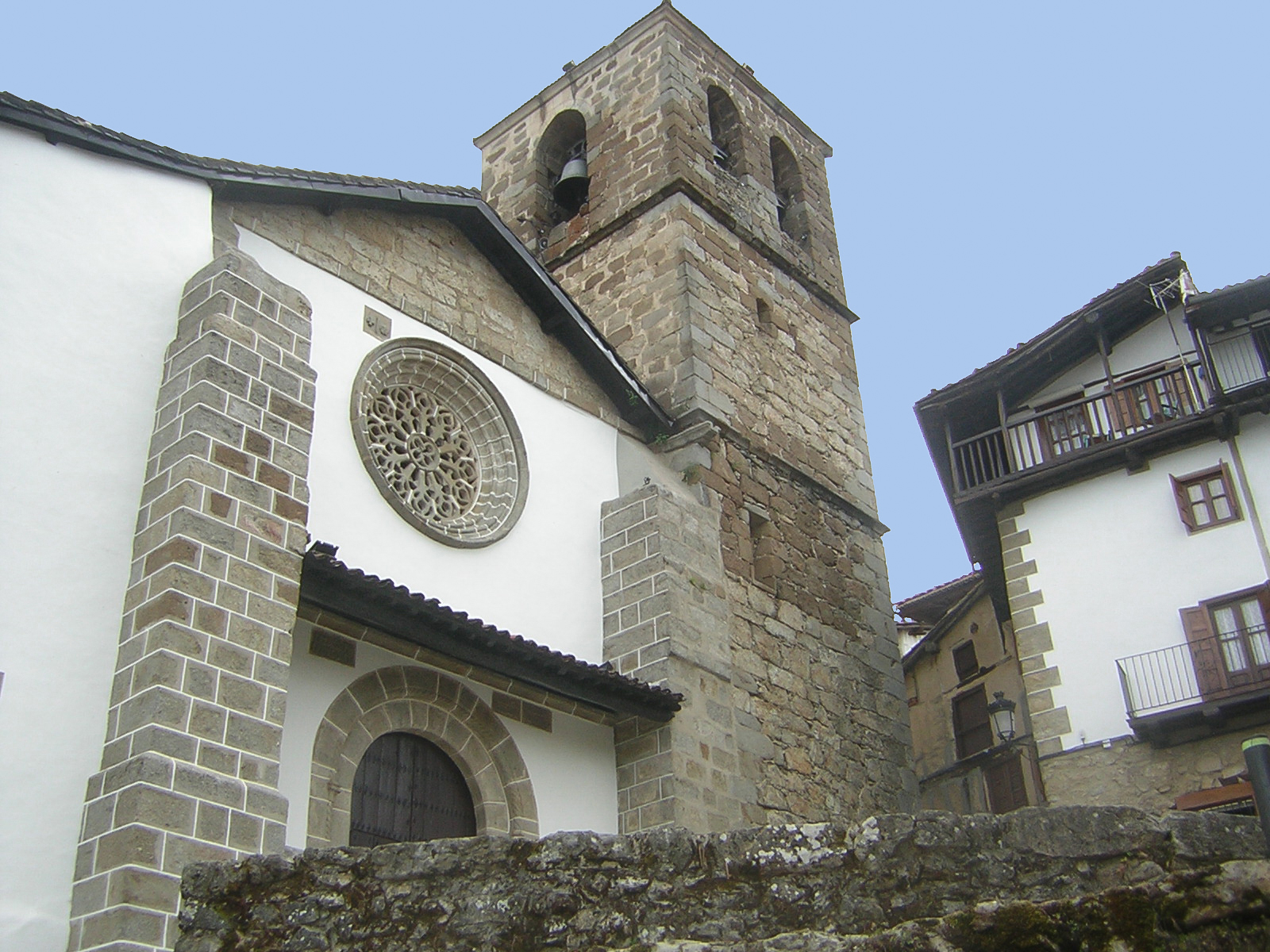
Kerk van Candelario
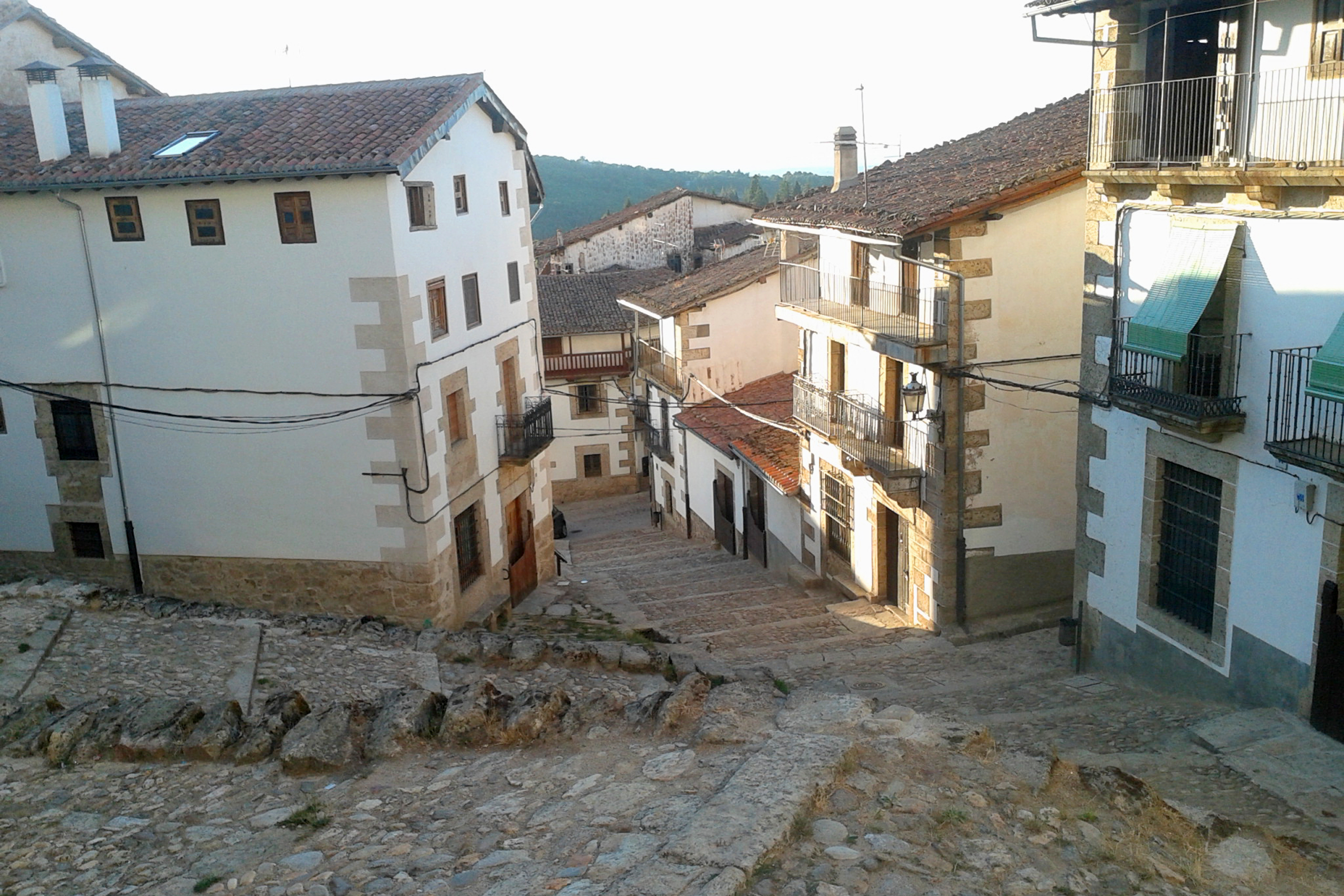
Candelario